# Saint-Médard, Gers
 Saint-Médard  là một xã của tỉnh Gers, thuộc vùng Occitanie, tây nam nước Pháp.